# 德赖斯巴赫
德赖斯巴赫是德国莱茵兰-普法尔茨州的一个市镇。总面积4.62平方公里，总人口601人，其中男性307人，女性294人（2011年12月31日），人口密度130人/平方公里。